# Lac Balukila
Lac Balukila är en sjö i Kongo-Kinshasa, en av lacs Mokoto. Den ligger i den östra delen av landet, 1 600 km öster om huvudstaden Kinshasa.